# Station London Fields
London Fields is een spoorwegstation van National Rail in Hackney in Engeland. Het station is eigendom van Network Rail en wordt beheerd door Greater Anglia. 